# جفرسون (کارولینای جنوبی)
جفرسون(به انگلیسی: Jefferson) شهری در ایالت کارولینای جنوبی کشور ایالات متحده آمریکا است که جمعیت آن در سرشماری سال ۲۰۱۰ میلادی، ۷۵۳ نفر بوده‌است.